# Callipepla squamata
El colín escamado (Callipepla squamata), también denominado codorniz escamosa, codorniz de escamas y codorniz crestiblanca, es una especie de ave galliforme de la familia Odontophoridae que habita en zonas áridas y semiáridas del norte y centro de México y el suroeste de los Estados Unidos. Se alimenta de granos, frutos, hojas e insectos en pastizales, zonas de arbustos y áreas arenosas.

## Características
Tiene un tamaño de entre 25 y 30 cm. Destaca por su cresta blanca y el patrón escamoso blanco con negro de las plumas del cuello, pecho, vientre y parte superior de la espalda. El resto de las plumas son pardas o amarillentas en la parte de la cabeza.
Callipepla squamata se considera una divergencia temprana del género Callipepla, y se habría originado en el Plioceno. Tuvo una área de distribución mayor durante la última glaciación, debido a las condiciones secas de esa época, y habitaba en regiones al norte del río Colorado.

## Subespecies
Se conocen cuatro subespecies de Callipepla squamata:
Entre sus subespecies se encuentran:
- Callipepla squamata squamata (Vigors, 1830). La subespecie nominal. Presente sólo en la región de la Altiplanicie Central de México. Su límite sur se encuentra en el estado de Morelos.[8]

- Callipepla squamata pallida (Brewster, 1881). La subespecie más común, presente desde Arizona y Nuevo México hasta Colorado; también en Oklahoma, Texas, norte de Chihuahua y Sonora. Es de plumaje más pálido que la subespecie nominal.

- Callipepla squamata hargravei (Rea, 1973). Una subespecie de hábitats áridos y arenosos, única de los Estados Unidos. Se encuentra en el área donde limitan los estados de Colorado, Kansas y Oklahoma; también se distribuye en el noroeste de Nuevo México. Es la subespecie más pálida.

- Callipepla squamata castanogastris (Brewster, 1883). Distribuida en el sur de Texas (desde  Eagle Pass y San Antonio) hacia el sur, en los estados del noreste de México (Coahuila, Nuevo León y Tamaulipas). Se distingue por el color castaño de su vientre y es más oscura que las otras dos subespecies de los Estados Unidos.